# Bujanov
Bujanov (deutsch Angern) ist eine Gemeinde im Okres Český Krumlov in Tschechien. Sie liegt etwa zehn Kilometer südöstlich von Český Krumlov und gehört zur Region Jihočeský kraj.

## Geographie
Bujanov liegt etwa sieben Kilometer südwestlich von Kaplice zwischen den Flüssen Moldau und Maltsch. Nachbarorte sind Omlenice im Norden, Skoronice im Nordosten, Rychnov nad Malší und Suchdol im Südosten, Rybník (Zartlesdorf) im Süden, Hněvanov im Südwesten und Rožmitál na Šumavě im Westen. Über den sieben Kilometer südöstlich an der Europastraße 55 liegenden Grenzübergang Wullowitz–Dolní Dvořiště wird Österreich erreicht.

### Gemeindegliederung
Die Gemeinde Bujanov besteht aus den Ortsteilen
- Bujanov (Angern)
- Skoronice (Gurenitz)
- Suchdol (Suchenthal)
- Zdíky (Stiegesdorf).

Zu Bujanov gehören außerdem die Ansiedlungen Ježkov (Jeschkersdorf), Nažidla (Einsiedl), Pšenice (Pschenitz) und der erloschene Ort Svinihlavy (Zwinelag). Grundsiedlungseinheiten sind Bujanov, Nažidla, Skoronice, Suchdol und Zdíky.
Das Gemeindegebiet gliedert sich in die Katastralbezirke Suchdol u Bujanova und Zdíky.

### Nachbargemeinden
|                    | Omlenice                                    | Kaplice |
| Rožmitál na Šumavě | Kompassrose, die auf Nachbargemeinden zeigt |         |
|                    | Dolní Dvořiště                              |         |

## Geschichte
Angern wurde erstmals 1347 urkundlich erwähnt, als der Ritter Paul von Harrach eine Hube in Angern dem Kloster Hohenfurt für das Seelenheil seiner Mutter schenkte.
Von wirtschaftlicher Bedeutung war der Anschluss von Angern an die Pferdeeisenbahn Budweis–Linz–Gmunden. Die erste Teilstrecke von Budweis nach Zartlesdorf (Rybník), an der Angern einen Halt erhielt, wurde am 7. September 1827 eröffnet.
Nach der Aufhebung der Patrimonialherrschaften bildete Angern eine selbständige Gemeinde, die zur Bezirkshauptmannschaft Kaplitz gehörte. Nach der Gründung der Tschechoslowakei 1918 erhielt Angern 1923 die amtliche tschechische Ortsbezeichnung Bujanov.
Als Folge des Münchner Abkommens wurde Bujanov / Angern 1938 dem Deutschen Reich angeschlossen und gehörte bis 1945 zum Landkreis Kaplitz im Gau Oberdonau. Nach dem Zweiten Weltkrieg fiel Angern / Bujanov an die Tschechoslowakei zurück. Die überwiegend deutsche Bevölkerung wurde 1946 vertrieben.
Am 8. März 2003 ereignete sich auf der E 55 bei Nažidla ein schweres Busunglück, bei dem 20 Menschen starben.

## Persönlichkeiten
- Andreas Alschinger (1791–1864), österreichischer Botaniker, wurde in Bujanov (Angern) geboren.

## Sehenswürdigkeiten
- Das Museum der Pferdeeisenbahn ist an Sommerwochenenden geöffnet.[7]
- Burgruine Louzek (Burg Lauseck)[8]
- Bremsstein in Nažidla (der auf der gegenüberliegenden Talseite gelegene Bremsstein in Suchdol war 2019 nicht mehr auffindbar)